# Temporada 1979-80 de los Cleveland Cavaliers
La temporada 1979-80 fue la décima de los Cleveland Cavaliers en la NBA. La temporada regular acabó con 37 victorias y 48 derrotas, ocupando el octavo puesto de la conferencia Este, no logrando clasificarse para los playoffs.

## Elecciones en elDraft
| Ronda | Puesto | Jugador       | Posición  | Nacionalidad   | Universidad |
| ----- | ------ | ------------- | --------- | -------------- | ----------- |
| 2     | 26     | Bruce Flowers | Ala Pívot | Estados Unidos | Notre Dame  |
| 3     | 65     | Bill Laimbeer | Pívot     | Estados Unidos | Notre Dame  |

## Temporada regular
| División Central    | División Central | División Central | División Central | División Central | División Central | División Central | División Central | División Central |
| Equipo              | G                | P                | %                | PD               | Casa             | Fuera            | Div              |                  |
| ------------------- | ---------------- | ---------------- | ---------------- | ---------------- | ---------------- | ---------------- | ---------------- | ---------------- |
| y-Atlanta Hawks     | 50               | 32               | .610             | –                | 32–9             | 18–23            | 21–9             |                  |
| x-Houston Rockets   | 41               | 41               | .500             | 9                | 29–12            | 12–29            | 20–10            |                  |
| x-San Antonio Spurs | 41               | 41               | .500             | 9                | 27–14            | 14–27            | 14–16            |                  |
| Cleveland Cavaliers | 37               | 45               | .451             | 13               | 28–13            | 9–32             | 16–14            |                  |
| Indiana Pacers      | 37               | 45               | .451             | 13               | 26–15            | 11–30            | 15–15            |                  |
| Detroit Pistons     | 16               | 66               | .195             | 34               | 13–28            | 3–38             | 4–26             |                  |

## Estadísticas
| Rk | Jugador         | Edad | P  | PT | MP   | TC  | TCI  | %TC  | T3  | T3I | %T3  | TL  | TLI | %TL   | RO  | RD  | RT  | AS  | RB  | TAP | BP  | FP  | PTS  |
| -- | --------------- | ---- | -- | -- | ---- | --- | ---- | ---- | --- | --- | ---- | --- | --- | ----- | --- | --- | --- | --- | --- | --- | --- | --- | ---- |
| 1  | Mike Mitchell   | 24   | 82 |    | 34.2 | 9.5 | 18.1 | .523 | 0.0 | 0.1 | .000 | 3.3 | 4.2 | .787  | 2.5 | 4.7 | 7.2 | 1.1 | 0.9 | 0.9 | 2.1 | 3.2 | 22.2 |
| 2  | Dave Robisch    | 30   | 82 |    | 32.6 | 6.0 | 11.5 | .520 | 0.0 | 0.0 | .000 | 3.4 | 4.0 | .842  | 2.7 | 5.3 | 8.0 | 2.3 | 0.6 | 0.6 | 1.7 | 2.6 | 15.3 |
| 3  | Randy Smith     | 31   | 82 |    | 32.6 | 7.3 | 16.2 | .452 | 0.1 | 0.6 | .189 | 2.8 | 3.5 | .823  | 1.1 | 2.0 | 3.1 | 4.4 | 1.5 | 0.1 | 2.4 | 2.3 | 17.6 |
| 4  | Campy Russell   | 28   | 41 |    | 32.5 | 6.9 | 15.4 | .451 | 0.0 | 0.2 | .111 | 4.3 | 5.8 | .745  | 1.9 | 3.6 | 5.5 | 4.2 | 1.8 | 0.5 | 3.6 | 2.8 | 18.2 |
| 5  | Foots Walker    | 28   | 76 |    | 31.9 | 3.4 | 7.5  | .454 | 0.0 | 0.1 | .111 | 2.6 | 3.2 | .802  | 1.0 | 2.8 | 3.8 | 8.0 | 2.0 | 0.2 | 2.1 | 2.7 | 9.4  |
| 6  | Kenny Carr      | 24   | 74 |    | 24.1 | 5.0 | 10.2 | .493 | 0.0 | 0.1 | .000 | 2.3 | 3.5 | .655  | 2.6 | 5.1 | 7.7 | 1.0 | 0.9 | 0.7 | 2.0 | 3.2 | 12.3 |
| 7  | Austin Carr     | 31   | 77 |    | 20.7 | 5.1 | 10.9 | .465 | 0.0 | 0.1 | .333 | 1.6 | 2.2 | .738  | 1.1 | 1.1 | 2.1 | 1.9 | 0.5 | 0.0 | 1.4 | 1.6 | 11.8 |
| 8  | Don Ford        | 27   | 21 |    | 20.0 | 3.1 | 6.9  | .451 | 0.0 | 0.1 | .500 | 1.0 | 1.2 | .880  | 1.0 | 3.1 | 4.1 | 1.4 | 0.5 | 0.3 | 1.0 | 2.1 | 7.3  |
| 9  | Bill Willoughby | 22   | 78 |    | 18.6 | 2.8 | 5.9  | .479 | 0.0 | 0.1 | .111 | 1.2 | 1.6 | .756  | 1.6 | 2.7 | 4.2 | 0.9 | 0.4 | 0.8 | 0.9 | 2.4 | 6.9  |
| 10 | John Lambert    | 27   | 74 |    | 17.9 | 2.2 | 5.4  | .413 | 0.0 | 0.0 | .000 | 1.0 | 1.4 | .723  | 1.9 | 2.9 | 4.8 | 0.8 | 0.6 | 0.6 | 0.9 | 2.7 | 5.4  |
| 11 | Willie Smith    | 26   | 62 |    | 17.0 | 2.0 | 5.1  | .384 | 0.3 | 1.1 | .239 | 0.6 | 0.8 | .769  | 0.9 | 1.0 | 2.0 | 4.2 | 1.2 | 0.0 | 1.5 | 1.8 | 4.8  |
| 12 | Bingo Smith     | 33   | 8  |    | 16.9 | 4.1 | 9.0  | .458 | 0.1 | 0.6 | .200 | 0.9 | 1.0 | .875  | 0.3 | 1.5 | 1.8 | 0.9 | 0.4 | 0.3 | 1.1 | 2.6 | 9.3  |
| 13 | Walt Frazier    | 34   | 3  |    | 9.0  | 1.3 | 3.7  | .364 | 0.0 | 0.3 | .000 | 0.7 | 0.7 | 1.000 | 0.3 | 0.7 | 1.0 | 2.7 | 0.7 | 0.3 | 1.3 | 0.7 | 3.3  |
| 14 | Butch Lee       | 23   | 3  |    | 8.0  | 0.7 | 3.7  | .182 | 0.0 | 0.0 |      | 0.0 | 0.3 | .000  | 1.0 | 0.0 | 1.0 | 1.0 | 0.0 | 0.0 | 1.0 | 0.0 | 1.3  |
| 15 | Earl Tatum      | 26   | 33 |    | 6.8  | 1.1 | 2.8  | .383 | 0.1 | 0.2 | .333 | 0.3 | 0.6 | .579  | 0.3 | 0.5 | 0.8 | 0.6 | 0.5 | 0.2 | 0.5 | 0.9 | 2.6  |

## Galardones y récords
| Jugador     | Galardón                                 |
| Austin Carr | Premio Mejor Ciudadano J. Walter Kennedy |